# Емісси
Емісси (рос. Эмиссы) — село Амгинського улусу, Республіки Саха Росії. Входить до складу Еміського наслегу.
Населення — 584 особи (2015 рік).